# アガレスト戦記ZERO
『アガレスト戦記ZERO』（アガレストせんきゼロ）は、コンパイルハートより発売されたファンタジーRPG。
2009年6月25日にPlayStation 3で発売され、後に追加要素を含んだ『アガレスト戦記ZERO Dawn of War』（アガレストせんきゼロ ドーン オブ ウォー）がXbox 360、Android、iOSで発売された。
海外向けにMicrosoft Windows版も2014年4月17日に発売された。詳細は後述する。
制作はアイディアファクトリー、レッド・エンタテインメントおよびコンパイルハート。日本での販売はコンパイルハートが担当。

## 概要
前作『アガレスト戦記』の数千年前の世界が舞台となっている。新システムとして、街中を探索するイベントパート、フリーインテンションや、フリーインテンション中に発生するイベントでヒロイン候補キャラクターの好感度によって見た目が変化する、フィールリンクなどが追加されている。また、前作『アガレスト戦記』のクリアデータがあると、アイテムやポイントが貰えるほか"エクストラモード"が初めから選択可能となる。さらに"エクストラモード"では、前作『アガレスト戦記』のダイジェスト版をプレイすることもできる。

## 登場人物

### 第一世代
ジークハイト
声：立花慎之介
第一世代の主人公。愛称はジーク。光側の勢力に属し、最前線で兵を率いる若き隊長。ユージェンとフリーデリンデとは同じ部隊に属している。元はバシュタール隊に属していたが、その力と功績を認められ、隊を率いる立場となった。バシュタールとは公私を超えた友人同士でもある。努力を重ねてきた勤勉家であり、生真面目で少々融通の利かない所もあるが、それら全てを含めて部下に慕われている。ユージェンとは少年兵の頃からの付き合いであり、融通性の欠ける自分を上手くフォローしてくれる、副官であり頼れる兄の様な存在として見ている。しかし最近はお調子者のユージェンに手を焼いている。戦場では鋭敏であるのに、反面私生活では鈍感そのもの。異性からの好意や悪意のない冗談やからかいには全く気付かず、周囲を苦笑させることもしばしば。また誰に対しても優しい態度が、好意を寄せる女性たちをヤキモキさせたりする。『刻まれし傷の山脈』近くの集落の護衛任務でユージェン、フリーデリンデと別行動をとった際、闇の神徒に襲われそうになっていた少女ミーメルを目撃。彼女を救うために攻撃を仕掛けるも返り討ちに遭い瀕死の重傷を負うが、ミーメルの魔力により蘇生。しかし同時にミーメルの魔力を受け継いでしまう。以後、魔力をミーメルに戻す方法を見つけるため、またハスカリヌの封印を解く『鍵』を作るため、旅に出る。
ミーメル
声：水原薫
本作のメインヒロインの一人。OPムービーでは主人公のジークハイトに次いで二番目に紹介される。外見上は大人だが、一世代の時点では中身は子供で天真爛漫。子供ゆえに言語がどことなく舌足らずで、イントネーションが所々変になる（例えば“飴”を“雨”の発音で読むなど）。ジークハイトが受け取るはずだった『鍵』とは実は彼女のことだが、瀕死のジークハイトを救う際に自身の魔力を彼に渡してしまい、己に課せられた使命を果たすことが出来ず魔力を戻すためにジークハイトの旅について行くことになる。
だがついに魔力は戻らず、代わりにジークハイトが使命を果たすことになり最後に交わした「ジークハイトの子供の良き姉になる」という約束を守るべく勉強し、二世代目では心身ともに大人になっている。
「ミーメル」はフリーデリンデが付けてくれた愛称で本名はミーメリアであり、この名前にはある特別な意味を含む。故に本人はそう呼ばれることを嫌い、みーちゃん、またはミーメルと呼ばせるようにしている。
アリス
声：藤田咲
本作のメインヒロインの一人。OPムービーではジークハイト、ミーメルに次いで三番目に紹介される。種族はハイエルフ。光側の最高司令官エレアザルの娘。エレアザルの遅くに出来た娘なので周囲から大事に育てられたため、本来ならばクラルテルラの北にある大陸に出ることは出来ないのだが「今の自分に出来ること」を自ら志願してこの戦争に救護として参加した。そのためジークハイトとは多少の面識があるらしい。
種族同士のしがらみに囚われず分け隔てなく人付き合いし、人当たりもソフトで心優しく、メンバーの中ではまとめ役のお姉さん的存在。二世代目ではレオニスの母親代わりとして立派に育て上げる。ただ、レオニスを育てること自体は問題なかったが、周囲の大人を制することのほうが大変だったらしい。
攻略可能だが、前作のメインヒロインエリスの母親と公式で言われてしまい、メインヒロインにもかかわらず所謂“正史”としての可能性が低くなってしまった。また、エリスに似た容姿からか、発売前ではイラストなどで一番優遇されていた。
フリーデリンデ
声：小清水亜美
第一世代ヒロインの一人。愛称はリンダ。ジークハイトの右腕的存在であり、部隊では副隊長を務める。ユージェンとは父祖を同じくする親戚同士で、子供の頃よく遊んでもらった兄の様な存在である。同じ部隊の隊長であるジークハイトに好意を抱いていて、（彼女なりに）必死にアピールしているのだが、鈍感なジークハイトにはなかなか気づいてもらえず、一人落ち込むこともある。普段は強気で逞しい性格だが、極端な上がり症のためジークハイトの前では挙動不審になってしまい、ユージェンによくからかわれる。また勇気を出してジークハイトに思いを伝えようとするも、空回りしてしまい告白どころかジークハイトを悲惨な目にあわせてしまうことも（ゲーム中の選択肢により内容は変化する）。最初に登場するヒロインであるが、旅に出て不在となった隊長ジークハイトの代理を務めることになるため、パーティ加入は最も遅い。なお、彼女を選んだ場合、ユージェンとその息子ニールが第二世代の主人公レオニスと血縁を持つことになる。
ルーティエ
声：後藤邑子
第一世代ヒロインの一人。カル・ヴィナを「兄」と慕い、共に旅をしている少女。幼い頃より各地を転々としていたため人見知りが激しい。母が占術師をしていたためか、彼女自身も未来予知をすることが出来る。モンスターと虫が苦手で、回復術と料理・お菓子作りが得意。特にアップルパイには自信がある。
紗弥音
声：佐久間紅美
第一世代ヒロインの一人。ユージェンからはサヤ姐と呼ばれている。極度の方向音痴で、その程度は右と言って素で左に行くほど。ジークハイト達と出会った時、地図を逆手に持ちながら迷っていた。種族はハルピュイア（但しハーフ）。温泉イベントではなぜかフリーデリンデに絡みたがる。家事全般と武芸を一緒に並べて淑女の嗜みとしている。とあるイベントにて、フリーデリンデに『さしすせそ』と称して料理の基本を教えようとするが……。
ガリオス
声：白熊寛嗣
アリスが幼い頃に呼び出した思念獣。ハイ・エルフに使役されることで実体をなすラルヴァの一種で、普段は精神体として界域の境界に存在している。ユージェンからは大将と呼ばれている。通常は心を持たない思念獣だが、アリスに父親の代わりにと望まれ喚起されたので、最初から心がある状態で実体化した。前作との思念獣繋がりか、今作の温泉イベントでの仕置き人。しかし前述の通りガリオスには心があるため、そのお仕置きは非常に表情豊かである。
ユージェン
声：加藤将之
ジークハイトの左腕的存在で、部隊ではフリーデリンデと並んで副隊長を務める。フリーデリンデとは遠い親戚で幼馴染。ジークハイトの旅の案内人も兼ねて共に旅立つことになる。悪ガキをそのまま大きくしたような、何処か憎めない人物。たまに自分のことを『ゆぅ君』と自称する。声優が前作のウィンフィールドと同じ加藤将之であるためか、今作の温泉イベントでの覗き役を担う。性格はウィンフィールドに輪をかけたような女好きでお調子者。しかし副隊長としての責務はしっかりと果たしており、縁の下の力持ちに徹しながらリーダーをしっかりとサポートしている。第二世代では中年の姿になり、レベッカという女性（名前だけで未登場）と結婚、一人息子のニールを儲けるが、性格は相変わらず。ジークハイトの死後は、息子であるレオニスが成長するまで隊長代理として隊を率いていた。レオニスの父代わりの一人であり、実の息子共々、よくからかいながらも大事な『息子』の一人としてレオニスに接している。口ではことあるごとに『おじさん』であることを強調しているが、本人はまだまだ現役を貫き通している。
カル・ヴィナ
声：藤田圭宣
ルーティエと共に旅するオネルテスの青年。優れた予知能力を有する種族に生まれながらも、自身にはほとんど予知の力がなかったため、里を飛び出して見聞を広めることを選び旅に出た。その道中、魔物に襲われた村で孤児となったルーティエを託される。実の妹の様に大切に育ててきたが、少々過保護に育てたため、ルーティエが引っ込み思案な性格になってしまったことを心配している。器用とすら言えるほどの不器用で、林檎の皮を剥こうとすると自分の手が真っ赤になる。そのため『カル・ヴィナには包丁を持たせてはいけない』が皆の間で暗黙の了解となっている。

### 第二世代
レオニス
声：梶裕貴
第二世代の主人公。通称レオン。ジークハイトの息子で、父が望んだ平和を実現するために剣をとる。若い年齢でユージェンから隊長の座を譲り受けて隊長になったので、親の七光りなのではないかと思っている。
テトラ
声：松岡由貴
アプリ
声：豊崎愛生
ダーナ
声：早水リサ
シャルニーニ
声：ミルノ純
ニール
声：三瓶由布子
ユージェンの息子。年齢の割りに身長が小さいことを気にしている。レオニスに憧れ「兄ちゃん」と呼び慕っている。女好きはユージェンから遺伝しており、アリスから「血は争えない」と言われるほど。

## 主題歌
「終わらない世界」
作詞・歌 - mao / 作曲・編曲 - 黒須克彦

## Microsoft Windows版
本作のMicrosoft Windows版はイギリスのGhostlightから2014年4月17日にSteamにて発売された。移植はイギリスのLaughing Jackalが前作に引き続き担当した。タイトルは欧州版と同じAgarest: Generations of War Zero。
2015年4月23日にはGOG.comでも本作が発売された。
Steam版はSteam 実績、Steam トレーディングカード、Steam クラウドおよびSteam ランキングに対応し、GOG.com版はDRMフリーでの配信となる。
日本国内からの購入も可能だが、海外向けに発売されているため英語版の移植となっており、日本語は吹き替えのみサポートする。